# Oliver Mink
Oliver Mink (* 21. September 1963 in Frankfurt am Main) ist ein deutscher Synchronsprecher, Hörspielsprecher, Off-Sprecher und Schauspieler. Bekannt ist er vor allem als Feststimme von Mark Wahlberg und Station Voice von ProSieben und Disney Channel.

## Leben
Oliver Mink verbrachte seine ersten vier Lebensjahre in Frankfurt am Main und Athen, bevor die Familie 1967 nach Berlin zog. Dort übernahm er als Kinder- und Jugenddarsteller Rollen am Schillertheater, Schlosspark Theater und Theater am Kurfürstendamm, darunter in Pinkville (1971) unter der Regie von George Tabori, Wecken Sie Madame nicht auf (1972) unter der Regie von Wolfgang Spier, Julius Caesar (1972) unter der Regie von Hans Hollmann und Vater einer Tochter (1979) unter der Regie von Curth Flatow. Parallel besuchte Mink von 1974 bis 1979 die Berliner Walter Gropius Gesamtschule.
Neben- und Gastrollen in Film und Fernsehen übernahm er unter anderem in Das Klavier, Das feuerrote Spielmobil, Ein Mann will nach oben, Tatort, Opernball, SOKO 5113, Café Wernicke und in der Sat.1-Serie Zugriff.
Oliver Mink lebt seit 1979 in München und ist seit einem Motorradunfall im Jahr 1981 gehbehindert. Er war mit der Synchronschauspielerin Alexandra Ludwig verheiratet und hat mit ihr eine Tochter. Seine Schwester Irina Mink war in früher Jugend ebenfalls als Synchronsprecherin tätig und arbeitet heute als Übersetzerin. Sie war unter anderem für die deutschen Fassungen der MTV-Produktionen Jackass und The Osbournes verantwortlich.
Im Jahr 2017 bekam er mit der österreichisch-thailändischen Schauspielerin Alexandra Baldinger einen Sohn. 2019 folgte eine Tochter. Die Familie wohnt gemeinsam in Starnberg und Österreich.

## Synchronisation
Bekannt ist Oliver Mink jedoch vor allem durch seine Tätigkeit als Sprecher, die er seit seinem zwölften Lebensjahr ausübt. 1978 synchronisierte er sowohl in der Fernsehserie als auch in der gleichnamigen Europa-Hörspielserie Fünf Freunde den Charakter Dick. 1983 absolvierte Mink eine Sprecherausbildung bei Dieter Traupe, dem damaligen Chefsprecher des Bayerischen Rundfunks.
Seit Boogie Nights (1997) ist Oliver Mink Stammsprecher von Mark Wahlberg und synchronisierte ihn unter anderem in The Big Hit (1998), Der Sturm (2000), Three Kings (2000), Planet der Affen (2001), Vier Brüder (2005), Departed – Unter Feinden (2006), Shooter (2007), Die etwas anderen Cops (2010), The Fighter (2010), Ted (2012), Broken City (2013), Pain & Gain (2013), 2 Guns (2013), Lone Survivor (2013), Transformers: Ära des Untergangs (2017), Deepwater Horizon (2016), Ted 2 (2015), Daddy’s Home – Ein Vater zu viel (2016), Boston (2017), Daddy’s Home 2 – Mehr Väter, mehr Probleme! (2017), Alles Geld der Welt (2018), Mile 22 (2020), Spenser Confidential (2020), Scooby! Voll verwedelt (2020) oder Uncharted (2022).
Des Weiteren sprach er Vincent D’Onofrio in The Cell (2000) oder Terrence Howard in L.A. Crash (2005) und Awake (2008).
Einem breiten Publikum ist Minks Stimme auch aus Fernsehserien vertraut. Als erstes längerfristiges Engagement sprach er Christopher Truswell in der australischen Sitcom Hey Dad!, deren ersten vier Staffeln 1990 bis 1994 im ARD-Nachmittagsprogramm und die restlichen Folgen von 1996 bis 1997 auf Kabel 1 gezeigt wurden. In der Jugendserie Beverly Hills, 90210, die von 1992 bis 2000 auf RTL ausgestrahlt wurde, hörte man ihn als Dylan für Luke Perry. Außerdem synchronisierte er Evan Handler in Sex and the City (2003–2004) und Californication (2008–2014), Kevin Rahm in Für alle Fälle Amy (2003–2005) und Desperate Housewives (2008–2012), Damon Wayans in What’s Up, Dad? (2003–2007), David DeLuise in Die Zauberer vom Waverly Place (2008–2012), Don Diamont als Bill Spencer Jr. in Reich und Schön (2010–2011) und Luke Perry in Riverdale (2017–2019).
Ebenso lieh er animierten Figuren seine Stimme, beispielsweise Tigerauge in Sailor Moon, Sanson in Die Macht des Zaubersteins, Bellamy, die Hyäne in One Piece, PC Principal in South Park als auch mehrere Nebenrollen in Pokémon. Außerdem sprach er Leon S. Kennedy in den Animationsfilmen Resident Evil: Degeneration und Resident Evil: Vendetta.
Auch als Synchronregisseur und Autor ist er tätig. So schrieb er u. a. für die Disney-Serie Amphibia Dialogbücher und führte größtenteils die Regie. Auch in den Netflix-Produktionen The Broken Hearts Gallery und I’m Thinking of Ending Things war er tätig.

## Hörproduktionen
Einem breiteren Publikum ist Minks Stimme seit dem Jahr 2000 auch durch die Castingshows Popstars, Germany’s Next Topmodel und Mission Hollywood sowie durch die auf dem Fernsehsender ProSieben ausgestrahlten Trailer bekannt, in denen er regelmäßig als Off-Sprecher eingesetzt wird. Darüber hinaus vertont Mink Dokumentarfilme und Werbespots im deutschsprachigen Fernsehen und Hörfunk und übernimmt Rollen in Computer- und Hörspielen, darunter in Die drei ???, der 2004 vom Maritimverlag neu produzierten Reihe Pater Brown, Guitar Hero oder als Max Gruber in Geheimakte Tunguska, Geheimakte 2: Puritas Cordis und Geheimakte 3.
2013 sprach er das Intro zur Dark-Future-Hörspielserie HumAnemy. 2015 übernahm er die Rolle des Pförtners Scramek im Thriller-Hörspiel Abwärts nach der Roman-Vorlage von Frank Göhre zu dem gleichnamigen Film.

## Hörspiele
- 1978–1983: Fünf Freunde: Folgen 1 bis 21 als Dick – Regie Heikedine Körting (Europa)
- 2014: Philip Stegers: Die Siedlung – Regie: Benjamin Quabeck (Kriminalhörspiel – WDR)